# Linea U2 (metropolitana di Berlino)
La linea U2 della metropolitana di Berlino (U-Bahn) è lunga 20,7 km e ha 29 stazioni.
Il tratto centro-occidentale della linea (Potsdamer Platz - Ernst-Reuter-Platz) è parte della tratta più antica (inaugurata nel 1902) della metropolitana di Berlino.
La linea U2 serve i quartieri di Pankow, Prenzlauer Berg, Mitte, Tiergarten, Schöneberg, Charlottenburg e Westend.

## Stazioni
| Stazioni                  | Interscambi    | Note |
| ------------------------- | -------------- | ---- |
| Pankow                    | S-Bahn         |      |
| Vinetastraße              |                |      |
| Schönhauser Allee         | S-Bahn         |      |
| Eberswalder Straße        |                |      |
| Senefelder Platz          |                |      |
| Rosa-Luxemburg-Platz      |                |      |
| Alexanderplatz            | U5, U8, S-Bahn |      |
| Klosterstraße             |                |      |
| Märkisches Museum         |                |      |
| Spittelmarkt              |                |      |
| Hausvogteiplatz           |                |      |
| Stadtmitte                | U6             |      |
| Mohrenstraße              |                |      |
| Potsdamer Platz           | S-Bahn         |      |
| Mendelssohn-Bartoldy-Park |                |      |
| Gleisdreieck              | U1, U3         |      |
| Bülowstraße               |                |      |
| Nollendorfplatz           | U1, U3, U4     |      |
| Wittenbergplatz           | U1, U3         |      |
| Zoologischer Garten       | U9, S-Bahn     |      |
| Ernst-Reuter-Platz        |                |      |
| Deutsche Oper             |                |      |
| Bismarckstraße            | U7             |      |
| Sophie-Charlotte-Platz    |                |      |
| Kaiserdamm                | S-Bahn         |      |
| Theodor-Heuss-Platz       |                |      |
| Neu-Westend               |                |      |
| Olympia-Stadion           |                |      |
| Ruhleben                  |                |      |

## Ampliamenti futuri
Per la linea U2 sono stati previsti da parecchio tempo degli ampliamenti. Fin dall'apertura l'idea era di estendere la linea fino a Spandau. Questo progetto è stato sostituito dalla linea U7 nel 1984, ma esistono ancora oggi i piani per l'estensione dell'U2 fino alla stazione di Rathaus Spandau. Inoltre è stata progettata un'ulteriore estensione della linea da Spandau fino al quartiere di Falkenhagener Feld.
L'estensione della linea a nord ha probabilità più alte: la U2 si spingerà alcune stazioni più a nord rispetto all'attuale Pankow. Le nuove stazioni dovrebbero chiamarsi Pankow Kirche, Ossietzyplatz, Schillerstraße e Rosenthaler. I lavori non inizieranno prima del 2030.

## Date di apertura
- 11 marzo 1902 Potsdamer Platz - Zoologischer Garten
- 4 dicembre 1902 Zoologischer Garten - Ernst-Reuter-Platz
- 14 maggio 1906 Ernst-Reuter-Platz - Deutsche Oper
- 29 settembre 1907 nuova stazione di Potsdamer Platz
- 14 marzo 1908 Deutsche Oper - Theodor-Heuss-Platz
- 1º ottobre 1908 Potsdamer Platz - Spittelmarkt
- 3 novembre 1912 aggiunta la stazione di Gleisdreieck in sostituzione del precedente triangolo
- 8 giugno 1913 Theodor-Heuss-Platz - Olympiastadion
- 1º luglio 1913 Spittelmarkt - Alexanderplatz
- 27 luglio 1913 Alexanderplatz - Schönhauser Allee
- 20 maggio 1922 aggiunta la stazione di Neu-Westend
- 22 dicembre 1929 Olympiastadion - Ruhleben
- 1º luglio 1930 Schönhauser Allee - Vinetastraße
- 28 aprile 1978 aggiunta la stazione di Bismarckstraße
- 2 ottobre 1998 aggiunta la stazione di Mendelssohn-Bartholdy-Park
- 16 settembre 2000 Vinetastraße - Pankow

### Testi di approfondimento
- (DE) Johannes Bousset, Ein Weihnachtsgeschenk für Berlin. Zur Eröffnung der U-Bahnstrecken Flughafen – Tempelhof (Südring); Stadion – Ruhleben; Thielplatz – Krumme Lanke sowie der Bahnhofserweiterungen Bülowstraße und Nollendorfplatz, in Die Fahrt, 1930,  pp. 2-10.
- (DE) Alexander Seefeldt, U2. Die City-Linie über Zoo und Alex, Berlino, Robert Schwandl Verlag, 2017, ISBN 978-3-936573-53-4.